# Mercedes-Benz OM 470/OM 471/OM 472/OM 473
Die Dieselmotorenfamilie OM 47x von Mercedes-Benz wurde unter der zunächst nur internen Bezeichnung HDEP (englisch Heavy Duty Engine Platform) komplett neu entwickelte, besteht aus insgesamt vier unterschiedlichen Triebwerken und stellt die aktuelle Ausbaustufe der Mercedes-Benz-Nutzfahrzeug-Motoren dar. Allesamt als langhubige Reihensechszylinder ausgeführt, weisen die einzelnen Motoren untereinander lediglich Unterschiede in Bezug auf Zylinderbohrung und Kolbenhub auf. Jeweils zwei Motorentypen greifen auf einen einheitlichen Baukasten hinsichtlich wichtiger Komponenten (Kolben, Pleuel, Kraftstoffaufbereitung etc.) zurück. Besonderes Merkmal der neuen Motoren ist der weiche und leise Motorlauf, der in erster Linie durch die Hochdruck-Common-Rail-Direkteinspritzung erreicht wird. Neben akustischen Vorzügen bietet die Reihenbauweise durch den sehr guten Massenausgleich den Vorteil einer hohen mechanischen Laufruhe (weitgehend vibrationsfrei).
Wie ihre Vorgänger folgt auch die Baureihe OM 47x der üblichen Nomenklatur der Mercedes-Benz-Motoren, wobei die Buchstabenfolge OM für Ölmotor (also Dieselmotor) steht. Die neue Triebwerksgeneration ersetzt die bisherigen V-Motoren im Mercedes-Benz Actros (OM 501 und OM 502) sowie die Reihensechszylinder OM 457 (h)LA der Mercedes-Benz- (Citaro-, Tourismo- und Travego-) und Setra- (Baureihe-400-)Omnibusse und OM 460 LA. Die Baureihe OM 47x wird unter anderem in einigen Modellen des deutschen Landmaschinenherstellers Claas (Modelle Jaguar und Xerion) eingesetzt.

## Generation Weltmotor
Seit Dezember 2007 wurden drei der vier maßgeblich unter Federführung des Stuttgarter Entwicklungszentrums entwickelten Motorbaureihen durch das US-amerikanische Tochterunternehmen Detroit Diesel eingeführt und laufen dort seitdem als DD13 (OM 471; vorgestellt 01/2009), DD15 (OM 472; 12/2007) und DD16 (OM 473; 12/2009) vom Band. Im März 2010 begann Daimlers japanische Tochter Mitsubishi Fuso Truck and Bus (MFTB) mit der Umstellung auf den 6R10 (OM 471).
Die Produktion findet in den Werken Mannheim und Redford (USA) statt. Verschiedene Bauteile werden jeweils zentral in einem Werk gefertigt, um maximale Skaleneffekte zu erzielen, und anschließend untereinander ausgetauscht. So produziert das Mercedes-Benz-Werk Mannheim den Weltbedarf an Nockenwellen, während alle Pleuel bei Detroit Diesel in Redford gefertigt werden. Die Motoren für Mitsubishi Fuso werden weitgehend komplett in Mannheim hergestellt und in Kawasaki (Japan) vervollständigt. Im Werk Mannheim werden Zylinderköpfe und Zylinderkurbelgehäuse gegossen, während die Tochterfirma Atlantis Foundries in Kapstadt (Südafrika) die Zylinderkurbelgehäuse für den nordamerikanischen Markt gießt. Konstruktiv unterscheiden sich die deutschen, US-amerikanischen und japanischen Varianten in mehr als 200 Komponenten, u. a. hinsichtlich der Einspritzdüsen, Turbolader, Steuerungselektronik und des Luftpressers.
Geschuldet ist der frühere Einsatz in den USA und Japan den dort geltenden schärferen Abgasnormen (US EPA 10 und JP09, wobei letztere die weltweit derzeit strengste Abgasnorm darstellt). Bis dato wurden in den USA und Japan etwa 70.000 Motoren der Baureihe OM 47x verkauft. Insgesamt haben die Motoren mehrere Millionen Testkilometer (insgesamt etwa 50 Millionen) auf der Straße und dem Motorenprüfstand hinter sich. Die Verwendung in japanischen und US-amerikanischen Fahrzeugen ermöglichte es zudem, Erfahrungen der Fahrer im Hinblick auf die Auslegung der deutschen Pendants zu berücksichtigen. Im Vergleich zur bisherigen Baureihe 500 stieg die Standfestigkeit um 20 % auf nun 1,2 Millionen Kilometer (ohne grundlegende Überholung). Die Wartungsintervalle wurden auf nunmehr 150.000 Kilometer verlängert.
Die Auslegung als Weltmotor hat den breitgefächerten Einsatz der modernen Baureihen zur Folge. Während die beiden größten Triebwerke dem neuen Fernlastwagen Actros (und in den spezifischen Auslegungen für die USA und Japan den ihm entsprechenden Modellen von Freightliner, Western Star und Mitsubishi Fuso Trucks) vorbehalten sind, werden die beiden kleineren Reihensechszylinder auch in verschiedenen anderen Mercedes-Benz-Nutzfahrzeugen, etwa in der neuen Modellreihe für den schweren Verteilerverkehr Antos, dem Nachfolger der Baureihe Axor, zum Einsatz kommen.
Nach Ankündigung der Daimler AG (heute Mercedes-Benz Group), der im Mai 2011 vorgestellte neue Linienbus Citaro sei bereits auf die ab 2012 verpflichtende Euro-6-Norm vorbereitet, wird dieser seit Mai 2012 mit den Motorbaureihen OM 936 (7,7 Liter Hubraum) und OM 470 (10,7 Liter) ausgerüstet. Ebensolches gilt für den Travego (den Reisebus von Mercedes-Benz) sowie die aktuelle Setra-500-Baureihe, zu der Linien-, Überland- und Reisebusse gehören. In diesen Typen kommen seit Euro-6-Pflicht die Motoren OM 470 und OM 471 zum Einsatz. Bis Euro-5-Norm wurde in den genannten Omnibussen die Baureihe OM 457 LA (11,97-Liter-Reihensechszylinder mit Pumpe-Leitung-Düse-Einspritzung) eingesetzt.

## Grundkonstruktion
Allen Ausführungen gleich ist die Grundkonstruktion des Kurbelwellengehäuses, die Kurbelwelle, der Zylinderkopf mit jeweils vier (4) senkrecht hängenden Ventilen pro Zylinder (24-Ventiler) und der Ventiltrieb mit zwei (2) obenliegenden Nockenwellen (DOHC). Für den steifen einteiligen Zylinderkopf setzt Mercedes-Benz auf den speziell für die langhubigen Reihensechszylinder entwickelten Grauguss-Werkstoff mit Vermiculargraphit (Mercedes-Benz-Patent). Dieser neue Werkstoff ermöglicht eine besonders hohe Stabilität und Steifigkeit. Notwendig ist die höhere Festigkeit auch aufgrund der im Vergleich zum Vorgänger erhöhten Zünddrücke. Zugunsten einer höheren Effizienz sind diese von 180 auf nun max. 230 bar gestiegen.
Turbolader, Kurbelgehäuseentlüftung und Starter sind auf der heißen Seite des Motors angebracht, während der Luftpresser, die Motorsteuerung sowie die Kraftstoffpumpen für Hoch- und Niederdrucksystem und Öl-Kühlmittelmodul mit Filter und Kühlmittelpumpe auf der kalten Seite platziert wurden. Auf der Vorderseite des Motors finden sich drei Poly-V-Riemen in verschiedenen Ebenen, die dem Antrieb der Lichtmaschine, der Kühlwasserpumpe, des Hydrolüfters und des Kompressors der Klimaanlage dienen. Die Auslegung der Ebenen erfolgt konfigurationsspezifisch, wobei die dritte Ebene für den Antrieb optionaler Nebenaggregate zur Verfügung steht. Auf der Abtriebseite des Motors findet sich der Rädertrieb, der die Ölpumpe, die Common-Rail-Hochdruckpumpe, den optimierten Zweizylinder-Luftpresser, die Servopumpe der Lenkung sowie die beiden oben liegenden Nockenwellen antreibt.

### Gewichtsproblematik und Kraftstoffverbrauch
Auffällig indessen ist das im direkten Vergleich zu den Vorgängerbaureihen OM 501 LA (11,95 Liter V6) und OM 502 LA (15,93 Liter V8) deutlich höhere Gewicht der neuen OM-47x-Reihe. Während der alte V6 lediglich 885 kg Trockengewicht auf die Waage bringt, wiegt der 471er nun 1156 kg. Der größere OM 472 ist 1306 kg schwer, der in etwa entsprechende OM 502 V8 wiegt ca. 1125 kg.
Auf die Gewichtsproblematik angesprochen, erklärte Hubertus Troska, Leiter Mercedes-Benz-Lkw (Europa/Lateinamerika), dass „der OM 471 […] Riesenvorteile bei Kraftstoffverbrauch und Zuverlässigkeit [hat]“. Man habe sich daher die Frage nach dem Nutzen eines wesentlich schwergewichtigeren Motors als dem bisherigen OM 501 V6 nie gestellt. Elementar seien für Troska Zuverlässigkeit und Verbrauch. Ein Vergleich mit Wettbewerbermotoren zeigt, dass der neue OM 471 durchaus in der üblichen Gewichtsklasse liegt.
Der Reihensechszylinder OM 471 im Wettbewerbsvergleich
| Hersteller                   | Mercedes-Benz           | Scania                  | Scania                  | MAN                     | DAF                     | Volvo / Renault         | Iveco (FPT)             |
| ---------------------------- | ----------------------- | ----------------------- | ----------------------- | ----------------------- | ----------------------- | ----------------------- | ----------------------- |
| Motorbezeichnung             | OM 471                  | DC 13                   | DC 12                   | D2676                   | Paccar MX               | D13C / DXi 13           | Cursor 13               |
| Zylinder/Ventile             | Reihe 6/24              | Reihe 6/24              | Reihe 6/24              | Reihe 6/24              | Reihe 6/24              | Reihe 6/24              | Reihe 6/24              |
| Hubraum                      | 12.809 cm³              | 12.742 cm³              | 11.705 cm³              | 12.419 cm³              | 12.902 cm³              | 12.777 cm³              | 12.882 cm³              |
| Bohrung × Hub                | 132 × 156 mm            | 130 × 160 mm            | 127 × 154 mm            | 126 × 166 mm            | 130 × 162 mm            | 131 × 158 mm            | 135 × 150 mm            |
| Verdichtungs- verhältnis (ε) | 17,0 : 1                | 17,3 : 1 bzw. 18,0 : 1  | 18,1 : 1                | 19,0 : 1                | 16,4 : 1                | 17,8 : 1                | 17,0 : 1                |
| Kraftstoff- aufbereitung     | X-Pulse Common-Rail     | Scania XPI Common-Rail  | Scania XPI Common-Rail  | Common-Rail             | Common-Rail             | Pumpe-Düse              | Common-Rail             |
| Leistungsspektrum            | 310–375 kW (421–510 PS) | 265–353 kW (360–480 PS) | 280–309 kW (380–420 PS) | 338–397 kW (460–540 PS) | 265–375 kW (360–510 PS) | 279–397 kW (380–540 PS) | 301–420 kW (410–570 PS) |
| Drehmoment                   | 2100–2500 Nm            | 1850–2500 Nm            | 2200–2500 Nm            | 2300–2500 Nm            | 1775–2500 Nm            | 1900–2600 Nm            | 2300–2500 Nm            |
| Trockengewicht, DIN 70020-A  | 1156 kg                 | 1000 kg                 | 980 kg                  | 1015 kg                 | 1055 kg                 | ca. 1050 kg             | 1006 kg                 |

Den von Troska angesprochenen geringeren Kraftstoffverbrauch konnte der OM 47x bereits unter Beweis stellen. Auf einer 10.000 km langen Verbrauchsfahrt im Pendelverkehr (Record Run 2011) zwischen Rotterdam und Stettin verbrauchte der Actros 1845 (OM 471 mit 330 kW/449 PS) mit StreamSpace-Fahrerkabine (2500 mm Breite) durchschnittlich 7,6 % (Euro-5-Version; 25,1 Liter Diesel) bzw. 4,5 % (Euro 6; 25,9 Liter) weniger Dieselkraftstoff als sein direkter Vorgänger, der Actros 1844 MP 3 LS (L-Fahrerhaus) mit dem V6-Motor OM 501 LA III (320 kW/435 PS, Verbrauch: 27,1 Liter). Ähnlich wie die aktuellen Mercedes-Benz-Pkw-Motoren trägt auch die Baureihe OM 47x den Namenszusatz BlueEfficiency Power, der auf den günstigen Kraftstoffverbrauch sowie die Abgasreinigung mit Hilfe von AdBlue hinweist (siehe Abschnitt „Abgasreinigung“).
Kompensiert wird das höhere Gewicht der neuen Baureihe zum Teil durch die Neustrukturierung des Motorenprogramms. So wird zukünftig die größte Ausbaustufe des OM 471 (375 kW/510 PS) den kleinsten Achtzylinder ersetzen. Die nachfolgende Tabelle gibt Aufschluss über die erhältlichen Ausführungen.

### Die einzelnen Motoren im Überblick
| Motorkenncode: Mercedes-Benz …          | Zylinder | Hubraum    | Bohrung × Hub | Leistungsspektrum                              | Drehmoment                  | Kraftstoffaufbereitung                | Bauähnliche Varianten                                                 |
| --------------------------------------- | -------- | ---------- | ------------- | ---------------------------------------------- | --------------------------- | ------------------------------------- | --------------------------------------------------------------------- |
| OM 470                                  | Reihe 6  | 10.677 cm³ | 125 × 145 mm  | 240 kW (326 PS)–315 kW (428 PS) bei 1800 min−1 | 1700–2100 Nm bei 1100 min−1 | Common-Rail, X-Pulse-Druckverstärkung | Mitsubishi Fuso 6R20, MTU 6R 1100, Deutz TCD10.7                      |
| OM 471                                  | Reihe 6  | 12.809 cm³ | 132 × 156 mm  | 310 kW (421 PS)–375 kW (510 PS) bei 1800 min−1 | 2100–2500 Nm bei 1100 min−1 | Common-Rail, X-Pulse-Druckverstärkung | Detroit Diesel DD13, Mitsubishi Fuso 6R10, MTU 6R 1300, Deutz TCD10.7 |
| OM 472                                  | Reihe 6  | 14.841 cm³ | 139 × 163 mm  | 335 kW (455 PS)–448 kW (615 PS) bei 1800 min−1 | 2100–2500 Nm bei 1100 min−1 | Common-Rail, X-Pulse-Druckverstärkung | Detroit Diesel DD15                                                   |
| OM 473                                  | Reihe 6  | 15.569 cm³ | 139 × 171 mm  | 380 kW (517 PS)–460 kW (625 PS) bei 1600 min−1 | 2600–3000 Nm bei 1100 min−1 | Common-Rail, X-Pulse-Druckverstärkung | Detroit Diesel DD16, MTU 6R 1500, Deutz TCD10.7                       |
| Zum Vergleich: Die bisherigen Baureihen |          |            |               |                                                |                             |                                       |                                                                       |
| OM 501                                  | V6       | 11.946 cm³ | 130 × 150 mm  | 235 kW (320 PS)–350 kW (476 PS) bei 1800 min−1 | 1650–2300 Nm bei 1080 min−1 | Pumpe-Leitung-Düse                    | MTU 8V 501, MTU 6V 2000, MTU 6V 199                                   |
| OM 502                                  | V8       | 15.928 cm³ | 130 × 150 mm  | 370 kW (510 PS)–480 kW (653 PS) bei 1800 min−1 | 2400–3000 Nm bei 1080 min−1 | Pumpe-Leitung-Düse                    | MTU 8V 502, MTU 8V 2000, MTU 8V 199                                   |
| OM 457(h)                               | Reihe 6  | 11.967 cm³ | 128 × 155 mm  | 220 kW (299 PS)–335 kW (456 PS) bei 1800 min−1 | 1250–2200 Nm bei 1100 min−1 | Pumpe-Leitung-Düse                    | HAF 6 R 12, MAN D2866                                                 |
| OM 460                                  | Reihe 6  | 12.816 cm³ | 128 × 166 mm  | 295 kW (394 PS)–390 kW (490 PS) bei 2000 min−1 | 1900–2200 Nm bei 1200 min−1 | Pumpe-Leitung-Düse                    | Detroit Diesel MBE 4000, MTU 6R 460, MAN D2876                        |

Als kleinstes Triebwerk der neuen Baureihe fungiert der OM 470 (Trockengewicht 990 kg), der bei knapp 10,7 Liter Hubraum den Leistungsbereich zwischen 240 kW/326 PS und 315 kW/428 PS abdeckt. Darüber rangiert der OM 471 mit 12,8 Liter Hubraum. Das im März 2011 der Öffentlichkeit vorgestellte Triebwerk ist in Leistungsklassen von 310 kW/421 PS bis 375 kW/510 PS erhältlich. Der 14,8 Liter große OM 472 deckt das Leistungsspektrum ab, für das bisher der 15,9-Liter-V8 der Baureihe OM 502 zuständig war: 400 kW/544 PS bis 448 kW/615 PS. Größtes Mitglied der neuen Motorenfamilie ist der OM 473, ein 15,6-Liter-Motor, der sich mit Leistungen bis zu 500 kW (680 PS) für schwere Einsätze anbietet. Sämtliche Motoren sind in Euro-6-Konfiguration erhältlich, darüber hinaus einige Varianten des OM 471 auch mit Euro-5-Norm oder in EEV-Zertifizierung, einer gesetzlich bislang nicht festgesetzten Homologation.

### Neuerungen
Insgesamt werden beim OM 47x verschiedene Neuerungen eingesetzt:
Eine davon ist die gebaute Nockenwelle, die anders als bei den Vorgängerbaureihen OM 457/460 und OM 501/502 nicht aus dem vollen Material zerspant wird. Stattdessen werden die Wellen hohl gefertigt und die Nocken anschließend aufgeschrumpft. Das Verfahren wurde um 1986 von der Firma Emitec bzw. dem ehemaligen Geschäftsführer Wolfgang Maus entwickelt, aber nicht mehr weiter verfolgt, da man sich auf Metall-Katalysatoren konzentrierte. Die hohle Nockenwelle ist preiswerter herzustellen und zudem einige Kilogramm leichter. Dennoch besitzen die neuen Reihensechszylinder über 200 kg mehr Trockengewicht als die bisherigen V-Sechszylinder.
Ebenfalls neu ist der asymmetrische Turbolader. Zum schnellen Aufbau des Ladedrucks und damit einem raschen Anstieg von Leistung und Drehmoment werden die Abgase der Zylinder vier bis sechs ohne Umweg direkt in die Turbine geleitet. Von den Abgasen der Zylinder eins bis drei wird dagegen eine definierte Abgasmenge für die Abgasrückführung abgezweigt. Sie dient der Senkung der NOx-Emissionen. Anstelle der bisherigen AGR-Klappe gibt es nun eine weit nach vorn verlegte AGR-Klappe im Abgaskrümmer, deutlich vor dem Eintritt der heißen Abgase in den Turbolader. Dadurch lässt sich die Verteilung jetzt stufenlos und sehr präzise im gesamten Bereich des Motorkennfelds regeln und man erhält so ein wirkungsvolles Thermomanagement sowie eine generell geringere AGR-Rate mit Vorteilen beim Kraftstoffverbrauch.
Die neuentwickelte, asymmetrische Einspritzung sorgt auch bei geringer Last für eine gute Regeneration des Diesel-Partikelfilters, indem die AGR-Rate und damit die Abgastemperatur der Zylinder vier bis sechs deutlich angehoben wird. Im Vergleich dazu lässt sich die eingespritzte Menge für die ersten drei Zylinder bis auf null reduzieren. Die Leistungsabgabe sowie der Kraftstoffverbrauch sollen durch diese Reduzierung bis zur Zylinderabschaltung nicht beeinflusst werden, die Abgasqualität dagegen steigt und der Rußpartikelausstoß sinkt. Tritt der Fahrer wieder auf das Gaspedal und steigt damit die Last, erfolgt automatisch die Einspritzung wieder für alle Zylinder gleichmäßig.
Zudem umfasst das Konzept des OM 47x eine dreistufige aufgeladene Dekompressionsbremse. In der ersten Stufe arbeiten lediglich drei Zylinder, während in der zweiten Stufe alle sechs Zylinder als Dekompressionsbremse fungieren. In der höchsten Stufe erfolgt zusätzlich eine Aufladung durch den Turbolader, so dass die maximale Bremsleistung bis zu 340 kW/462 PS im Falle des OM 470 bzw. 400 kW/544 PS beim OM 471 beträgt. Innerhalb von 150 Millisekunden steht die volle Bremsleistung zur Verfügung.

### Zweite Generation OM 471

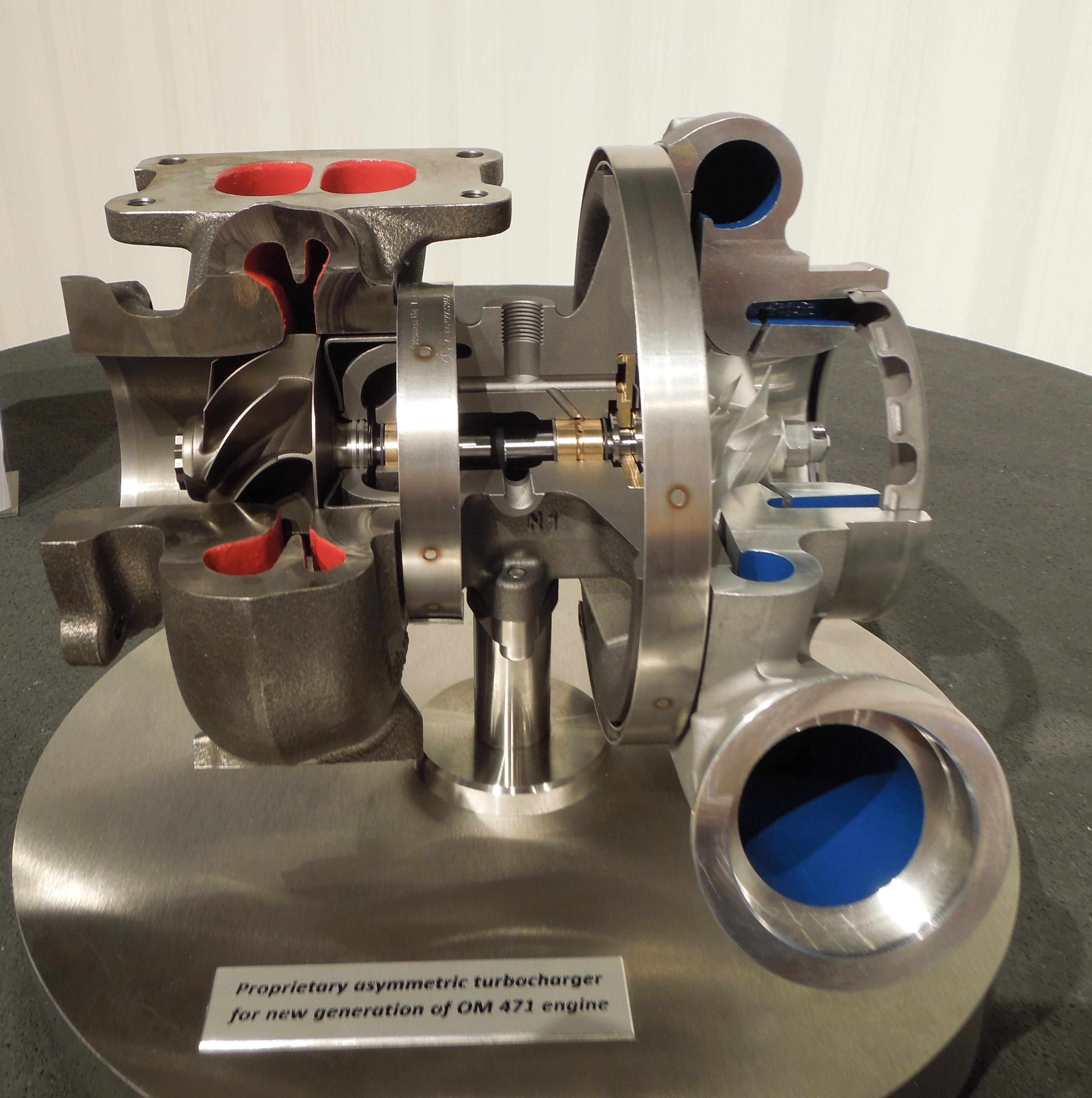
Asymmetrischer Abgasturbolader des Mercedes-Benz Dieselmotors OM 471 seit 2015

Am 3. Juli 2015 präsentierte Mercedes-Benz der nationalen wie internationalen Fachpresse die zweite Generation der Baureihe OM 471, die durch einige technische Änderungen nochmals etwa drei Prozent weniger Kraftstoff verbraucht als die erste Generation. Mercedes-Benz spricht bei einer jährlichen Fahrleistung von 130.000 km von etwa 1100 Litern Kraftstoffersparnis.
Zu den technischen Veränderungen zählen u. a. die neue Geometrie der Kolbenmulden, das von 17,3:1 auf 18,3:1 deutlich angehobene Verdichtungsverhältnis sowie eine reduzierte Rate der Abgasrückführung (AGR). Alle Maßnahmen führen zu einer weiteren Verbesserung des Wirkungsgrads im gesamten Motorkennfeld.
Eine neue Klimaanlage, welche Kraftstoff spart, der Verzicht auf ein störanfälliges Wastegate-Ventil für den Turbolader sowie das Fehlen der sonst üblichen Ladedruckregelung sorgen für mehr Komfort bei gleichzeitig höherer Zuverlässigkeit.
Im Unterschied zur ersten Generation ist die zweite nun in fünf Leistungsstufen zwischen 310 kW/421 PS und 390 kW/530 PS verfügbar. Sowohl das Leistungsmaximum als auch das höchste Drehmoment stehen bei allen Motoren der neuen Generation nahezu konstant über einen weiten Drehzahlbereich zur Verfügung, was die Fahrbarkeit nochmals verbessert.
Der neue Schwerlast-Dieselmotor OM 471 wird seit Oktober 2015 ausgeliefert.

## Technische Ausführung
Wie bei LKW-Motoren seit längerem üblich, ist der OM 47x ein Turbodiesel-Direkteinspritzer mit Vierventiltechnik. Die Kraftstoffaufbereitung erfolgt über eine Hochdruckeinspritzanlage mit Mehrlochdüsen und Common-Rail-Technik, die einen maximalen Druck zwischen 900 und 2500 bar (2. Generation OM 471 zwischen 1160 und 2700 bar) liefert. Eine der Motorauslastung angepasste Steuerung der Kraftstoffmenge sorgt für eine effiziente Nutzung der im Dieselkraftstoff enthaltenen Energie (Brennwert 45,4 MJ/kg bei 25 °C).
Der Verbrennungsvorgang teilt sich in Pilot-, Haupt- und Nacheinspritzung. Dabei dienen maximal zwei Piloteinspritzungen einem sanften Druckanstieg und senken somit das Geräuschniveau. In der Haupteinspritzung können mit Hilfe zweier Magnetventile sowohl Druckniveau als auch Druckaufbau individuell angepasst werden. Eine Nacheinspritzung ermöglicht notwendigenfalls die weitgehende Verbrennung der Partikel bzw. die Regeneration des Partikelfilters (durch Anstieg der Abgastemperatur). Die aktive Regeneration des Partikelfilters erfolgt über ein separates Einspritzventil im Abgasstutzen, den sogenannten HC Doser.
Der Einspritzdruck des gemeinsam mit der Robert Bosch GmbH entwickelten Common-Rail-Systems – mit Druckverstärkung im Injektor selbst – ist frei modulierbar und lässt sich an die aktuellen Gegebenheiten flexibel anpassen. Dieses bei Mercedes-Benz als X-Pulse (Bezeichnung bei Bosch: APCRS (Amplifier Piston Common Rail System) und bei Detroit Diesel: Amplified Common Rail System) bezeichnete System ermöglicht die effektive Steuerung von Einspritzmenge und -zeitpunkt in Abhängigkeit vom Betriebszustand des Motors. Bei der Einspritzdüse handelt es sich um eine Achtloch-Düse (bisher sieben Löcher), damit erhöht sich der maximale Durchfluss um rund zehn Prozent. Der maximale Raildruck liegt bei 900 bar (2. Generation OM 471: 1160 bar), wodurch ein maximaler Einspritzdruck von 2500 bar (2700 bar) erreicht wird.
Dem rein elektronischen Motor Control Management (MCM) stehen drei verschiedene Profile zur Verfügung: Boot (spät einsetzende Druckverstärkung), Square (früh einsetzende Druckverstärkung) und Ramp (eine Mischung aus beidem). Das Profil Boot zeichnet sich durch zwei aufeinander folgende Plateaus aus, wobei ersteres niedriger angesiedelt ist als letzteres. Beim Profil Ramp erfolgt der Druckanstieg in zwei Phasen, um ein spezifisches Plateau zu erreichen. Das letzte Profil, Square, kennzeichnet ein rechteckiger Druckverlauf, bei dem das Plateau-Niveau länger aufrechterhalten bleibt. Die Motorsteuerung MCM entscheidet dabei in Abhängigkeit von Motorlast und Betriebszustand, ob die Druckverstärkung früh, spät oder gar nicht erfolgt. In letzterem Fall bleibt es bei 1160 bar Vordruck. Zusammen mit der frei formbaren Haupteinspritzung wird die vollständige Kontrolle von Einspritzmenge und -zeitpunkt gewährleistet.

### Weitere Maßnahmen zur Reduzierung des Kraftstoffverbrauchs
Da im neuen Actros die standardmäßige Achsübersetzung zur Verringerung des Kraftstoffverbrauchs länger ausfällt als bislang (2,611 : 1, zuvor 2,846 : 1), verfügen die drei kleineren Varianten des OM 471 über die Top Torque Elektronik, die im größten Gang zusätzliche 200 Nm Drehmoment (etwa 23 kW/31 PS bei 1100 min−1) zur Verfügung stellt. Somit besitzt der Motor im Drehzahlband zwischen 800 min−1 und 1400 min−1 mehr Durchzugsvermögen, und der Fahrer kann länger im höchsten Gang fahren.
Daneben sorgen der asymmetrisch gestaltete Turbolader und lastgesteuerte Nebenaggregate (Wasser- und Lenkhilfepumpe) für eine weiter gesteigerte Effizienz.
Unterstützt wird die Motorbremse von einem Wasserretarder der Firma Voith, der hinten am Getriebe angebracht ist. Dieser läuft mit etwa doppelter Gelenkwellendrehzahl und erreicht bis zu 600 kW/816 PS Bremsleistung bzw. 3500 Nm Bremsmoment. Der Sekundär-Wasser-Retarder (SWR) nutzt die Kühlflüssigkeit (auch zur Schmierung) anstatt einer Ölfüllung, die die Wärmeenergie aufnimmt und über einen Wärmetauscher an die Motorkühlung abgibt. Der neue Retarder wiegt dabei etwa 30 Kilogramm weniger als der bisherige Ölretarder (65 kg statt rund 100 kg).

### Abgasreinigung
Zur Erreichung der Euro-6-Abgasnorm sind verschiedene Emissionsminderungseinrichtungen zur Abgasnachbehandlung notwendig. Zur Reinigung der Abgase verwendet Mercedes-Benz daher eine Kombination aus gekühlter Abgasrückführung (AGR), Partikelfilter und SCR-Technik (Selective Catalytic Reduction). Zur Reduzierung der Stickoxide (NO, NO2) setzt Daimler auf die seit 2005 verwendete 32,5-prozentige Harnstofflösung AdBlue. Durch diesen Zusatz (chemischer Katalysator) kann die chemische Reaktion bei niedrigeren Temperaturen erfolgen. Bei Euro 5 hingegen verzichtet Mercedes-Benz auf den Partikelfilter und setzt auf eine niedrigere Abgas-Rückführmenge. Hierdurch benötigen die Euro-5-Varianten weniger Kühlluft zur Senkung der Temperatur des AGR-Systems.

## Kleinere Baureihe OM 93x
Ein Jahr nach Einführung des OM 471 stellte Mercedes-Benz im März 2012 eine neue Generation von Vier- und Sechszylinder-Reihenmotoren vor, die künftig die Modelle Atego und die Solobus-Versionen des Citaro Baureihe (C2) antreibt. Der schwere Transporter Vario hat diese Motorenfamilie nicht mehr erhalten, da dessen Produktion zum Modelljahr 2014 eingestellt wurde. Auch bei dieser Baureihe stieg die B10-Haltbarkeit um 20 Prozent auf nun 750.000 Kilometer (vorher 625.000 km).
Diese mittelschweren Motoren der Baureihe OM 93x verfügen über einen Hubraum von 5,1 (Vierzylinder, OM 934) bzw. 7,7 Litern (Sechszylinder, OM 936) und sind lediglich in Euro-VI-Homologation erhältlich. Mittelfristig werden sie im Zuge der Umstellung auf kommende Abgasstandards die aktuellen Baureihen OM 904/924 (4,25 bzw. 4,8 Liter Hubraum) und OM 906/926 (6,37 bzw. 7,2 Liter Hubraum) ersetzen. Wie auch die Serie OM 47x verfügen sie über eine Common-Rail-Einspritzung, jedoch mit bis zu 2500 bar Einspritzdruck und ohne X-Pulse-Technik. Sie sind in vier (OM 934) bzw. fünf Leistungsstufen (OM 936) lieferbar. Das Trockengewicht (gemäß DIN 70020-A) der Motoren liegt bei 495 kg (Vierzylinder) bzw. 650 kg (Sechszylinder) und damit ähnlich wie beim großen Bruder OM 47x im klassenüblichen Bereich.
Die Baureihe im Vergleich mit Wettbewerbern (Euro-6-Norm)
| Hersteller                   | Mercedes-Benz           | Mercedes-Benz           | MAN                     | MAN                     | DAF                     | DAF                     | Iveco (FPT)             | Iveco (FPT)             | Renault                 | Volvo / Renault         | Scania                  |
| ---------------------------- | ----------------------- | ----------------------- | ----------------------- | ----------------------- | ----------------------- | ----------------------- | ----------------------- | ----------------------- | ----------------------- | ----------------------- | ----------------------- |
| Motorbezeichnung             | OM 934                  | OM 936                  | D0834                   | D0836                   | Paccar FR               | Paccar GR               | Tector 4 (N45)          | Tector 6 (N67)          | DXi 5                   | DXi 7 / D7F             | DC07 111 / 112 / 113    |
| Zylinder/Ventile             | Reihe 4/16              | Reihe 6/24              | Reihe 4/16              | Reihe 6/24              | Reihe 4/16              | Reihe 6/24              | Reihe 4/16              | Reihe 6/24              | Reihe 4/16              | Reihe 6/24              | Reihe 6/24              |
| Hubraum                      | 5.132 cm³               | 7.698 cm³               | 4.580 cm³               | 6.871 cm³               | 4.460 cm³               | 6.690 cm³               | 4.485 cm³               | 6.728 cm³               | 4.764 cm³               | 7.145 cm³               | 6.690 cm³               |
| Bohrung × Hub                | 110 × 135 mm            | 110 × 135 mm            | 108 × 125 mm            | 108 × 125 mm            | 107 × 124 mm            | 107 × 124 mm            | 104 × 132 mm            | 104 × 132 mm            | 108 × 130 mm            | 108 × 130 mm            | 107 × 124 mm            |
| Verdichtungs- verhältnis (ε) | 17,0 : 1                | 17,0 : 1                | 18,0 : 1                | 18,0 : 1                | 16,4 : 1                | 16,4 : 1                | 17,0 : 1                | 17,0 : 1                | 17,0 : 1                | 17,0 : 1                | 17,1 : 1                |
| Kraftstoff- aufbereitung     | Common-Rail             | Common-Rail             | Common-Rail             | Common-Rail             | Common-Rail             | Common-Rail             | Common-Rail             | Common-Rail             | Common-Rail             | Common-Rail             | Common-Rail             |
| Leistungsspektrum            | 100–170 kW (136–231 PS) | 175–260 kW (238–353 PS) | 110–162 kW (150–220 PS) | 184–240 kW (250–340 PS) | 103–152 kW (140–207 PS) | 160–235 kW (220–320 PS) | 118–152 kW (160–206 PS) | 162–235 kW (220–320 PS) | 132–162 kW (180–220 PS) | 177–250 kW (240–340 PS) | 162–206 kW (220–280 PS) |
| Drehmoment                   | 650–900 Nm              | 1000–1400 Nm            | 570–850 Nm              | 1000–1250 Nm            | 550–760 Nm              | 800–1100 Nm             | 580–750 Nm              | 800–1100 Nm             | 660–815 Nm              | 940–1300 Nm             | 1000–1200 Nm            |
| Trockengewicht, DIN 70020-A  | 495 kg                  | 650 kg                  | 458 kg                  | 625 kg                  | 316 kg                  | 522 kg                  | 400 kg                  | 529 kg                  | keine Angabe            | keine Angabe            | keine Angabe            |

### Technische Unterschiede
Als technische Neuerung bei Dieselmotoren besitzt die kleine Baureihe erstmals verstellbare Nockenwellen, wodurch eine variable Regelung der Ventilzeiten möglich wird, die auch zum Regenerieren des Partikelfilters genutzt werden kann. Durch ein früheres Öffnen der Auslassventile gelangen heißere Abgase in den Auspufftrakt, die den Filter freibrennen.
Die maximale Leistungsspanne der neuen Motoren liegt zwischen 115 kW/156 PS und 260 kW/354 PS. In den kleineren Vierzylinder-Motoren der Baureihe OM 934 bis 130 kW/177 PS verwendet Mercedes-Benz einen einstufigen Turbolader, während die beiden größeren Versionen über eine zweistufige Aufladung verfügen. Für die sechszylindrigen OM 936 bis 220 kW/299 PS kommt ein asymmetrischer Turbolader mit zwei Abgasfluten zum Einsatz, die beiden größten Ausbaustufen besitzen zwei dieser Turbolader (Biturbo).
Bei allen vier Ausführungen kommt ein elektronisch gesteuertes Wastegate-Ventil zum Einsatz, das zum einen für die Begrenzung des maximalen Ladedrucks sorgt und zum anderen die Ansprechzeit des Motors beim Beschleunigen und beim Einsatz der Motorbremse verbessert. Beim Vierzylinder OM 934 liegt deren Leistung zwischen 145 kW/197 PS (Standard) und 170 kW/231 PS (Premium), beim Sechszylinder OM 936 zwischen 235 und 300 kW/320 und 408 PS. In beiden Fällen erfolgt die Bedienung über einen Lenkstockhebel, wobei dieser beim Vierzylinder-Motor zweistufig und beim Sechszylinder dreistufig ausgeführt ist.

### Die Motoren in der Übersicht
| Motorkenncode: Mercedes-Benz …          | Zylinder | Hubraum  | Bohrung × Hub | Leistungsspektrum                              | Drehmoment                       | Kraftstoffaufbereitung Besonderheit                                            | Bauähnliche Varianten                              |
| --------------------------------------- | -------- | -------- | ------------- | ---------------------------------------------- | -------------------------------- | ------------------------------------------------------------------------------ | -------------------------------------------------- |
| OM 934                                  | Reihe 4  | 5132 cm³ | 110 × 135 mm  | 115 kW (156 PS)–170 kW (231 PS) bei 2200 min−1 | 650–900 Nm bei 1200–1600 min−1   | Common-Rail (max. 2500 bar), verstellbare Nockenwellen (variable valve timing) | MTU 4R 1000, Deutz T(T)CD5.1                       |
| OM 936 OM 936h                          | Reihe 6  | 7698 cm³ | 110 × 135 mm  | 175 kW (238 PS)–260 kW (354 PS) bei 2200 min−1 | 1100–1400 Nm bei 1200–1600 min−1 | Common-Rail (max. 2500 bar), verstellbare Nockenwellen (variable valve timing) | Mitsubishi Fuso 6S10, MTU 6R 1000, Deutz T(T)CD7.7 |
| Zum Vergleich: Die bisherigen Baureihen |          |          |               |                                                |                                  |                                                                                |                                                    |
| OM 904                                  | Reihe 4  | 4249 cm³ | 102 × 130 mm  | 95 kW (129 PS)–130 kW (177 PS) bei 2200 min−1  | 500–675 Nm bei 1200–1600 min−1   | Pumpe-Leitung-Düse                                                             | MTU 4R 904                                         |
| OM 924                                  | Reihe 4  | 4801 cm³ | 106 × 136 mm  | 115 kW (156 PS)–160 kW (218 PS) bei 2200 min−1 | 580–810 Nm bei 1200–1600 min−1   | Pumpe-Leitung-Düse                                                             | MTU 4R 924                                         |
| OM 906                                  | Reihe 6  | 6374 cm³ | 102 × 130 mm  | 175 kW (238 PS)–210 kW (286 PS) bei 2200 min−1 | 850–1120 Nm bei 1200–1600 min−1  | Pumpe-Leitung-Düse                                                             | MTU 6R 906                                         |
| OM 926                                  | Reihe 6  | 7201 cm³ | 106 × 136 mm  | 240 kW (326 PS) bei 2200 min−1                 | 1300 Nm bei 1200–1500 min−1      | Pumpe-Leitung-Düse                                                             | MTU 6R 926                                         |

## Abwandlungen der Baureihen

### Erdgasmotoren
Die Sechszylindermotoren OM 906 und OM 939 werden auch als Erdgas-Ottomotoren geliefert. Die Daten:
- M 904 LAG (6,9 l): 205 kW/279 PS und 1050 Nm
- M 936 G (7,7 l): 222 kW/302 PS @ 2000 min−1 und 1200 Nm @ 1200–1600 min−1.[41]

### MTU-Motoren
Die neue Motorenfamilie wird auch von Rolls-Royce Power Systems (vormals Tognum) unter eigener Nomenklatur angeboten: MTU 6R 1100 C (OM 470), MTU 6R 1300 C (OM 471) und MTU 6R 1500 C (OM 473). Diese Triebwerke sind nach EU-Stufe IV und US EPA Tier 4 final (Off-Highway-Motoren) homologiert und werden seit 2014 für Agrar- und Baufahrzeuge angeboten.
Ebenso werden die entsprechenden Motoren der MTU-1000-Serie (OM 93x) für On- und Off-Highway-Einsatzzwecke (Antrieb von Erntemaschinen, Harvestern und mobilen Häckslern) angeboten werden. Neben Aggregaten für den Antrieb von Omnibussen offeriert Mercedes-Benz zudem alle Motoren der neuen Baureihen auch als Einbaumotoren. Bei RRPS erhalten diese neuen Motoren die Bezeichnungen MTU 4R 1000 C und MTU 6R 1000 C und werden abweichend ab einer Leistung von 100 kW/136 PS angeboten.

### Omnibus-Motoren
Erhältlich ist der Euro-6-Diesel OM 471 auch für Mercedes-Benz- und Setra-Omnibusse in zwei Ausführungen mit 350 kW/476 PS und 375 kW/510 PS sowie 2300 und 2500 Nm. Um das Aggregat in die flacheren Motorräume der Omnibusse einbauen zu können, wurde eine spezielle, besonders niedrige Ölwanne konstruiert. Als ersten Omnibus mit dem neuen Euro-6-Motor OM 471 präsentierte EvoBus (umfasst Mercedes-Benz Buses und Setra) den Travego „Edition 1“ auf der Fachmesse Busworld im belgischen Kortrijk (21.–26. Oktober 2011). Auch die Setra TopClass 500 ist mit diesem Motor ausgestattet.
Für den Einsatz in Linienbussen steht der OM 470 in zwei Versionen mit 265 kW/360 PS und 290 kW/394 PS sowie 1700 und 1900 Nm zur Verfügung, allerdings nur in Gelenkbussen (Citaro G, Citaro GÜ, CapaCity, CapaCity L) und im Low-Entry-Überlandbus Citaro LE MÜ (optional). Für Überland- und Reisebusse gibt es eine Option auf 315/428 bzw. 335 kW/455 PS. Als Antrieb für Linienbusse und die meisten Überlandbusse steht zudem der neue 7,7-Liter-Sechszylinder-Reihenmotor OM 936 in vertikaler und horizontaler Version zur Verfügung. Dieses Aggregat ist mit 220 kW/299 PS und 1200 Nm sowie 260 kW/354 PS und 1400 Nm lieferbar.